# Rataj Ordynacki
Rataj Ordynacki (prononciation : [ˈratai̯ ɔrdɨˈnat͡ski]) est un village polonais de la gmina de Godziszów dans le powiat de Janów Lubelski de la voïvodie de Lublin dans l'est de la Pologne.
Il se situe à environ 4 kilomètres au nord-est de Janów Lubelski (siège du powiat) et 58 kilomètres au sud de Lublin (capitale de la voïvodie).
Le village comptait approximativement une population de 500 habitants en 2006.

## Histoire
De 1975 à 1998, le village est attaché administrativement à la voïvodie de Tarnobrzeg.

Depuis 1999, il fait partie de la voïvodie de Lublin.